# Cá nhồng lớn
Cá nhồng lớn (danh pháp hai phần: Sphyraena barracuda) là một loài cá trong họ Cá nhồng. Cá nhồng lớn sống đơn độc hoặc thành bầy xung quanh các rạn san hô, nhưng cũng sinh sống ngoài biển khơi.

## Phân bố
Cá nhồng lớn sinh sống trong các vùng biển nhiệt đới và cận nhiệt đới, trong khoảng từ 42° vĩ bắc tới 35° vĩ nam. Khu vực phân bố là ven bờ biển Ấn Độ Dương và tây Thái Bình Dương, từ bờ biển Hồng Hải và Đông Phi tới Hawaii, các đảo Marquesas và Tuamotu), cũng như ở phía tây Đại Tây Dương (từ Massachusetts, Bermuda và từ biển Caribe tới Brasil) và phía đông Đại Tây Dương (Sierra Leone, Bờ Biển Ngà, Togo, Nigeria, Mauritanie, Senegal và Sao Tome).

## Mô tả
Cá nhồng lớn là loài cá lớn. Mẫu vật trưởng thành được đánh bắt thường dài khoảng 60–100 cm và trọng lượng 2,5–9 kg (5,5-20 lb). Đặc biệt mẫu vật lớn có thể vượt quá 1,5 m (4.9 ft) và cân nặng hơn 23 kg (51 lb). Các mẫu vật có kích thước kỷ lục đánh bắt bằng câu cuộn nặng 46,72 kg (103,0 lb) và đo 1,7 m (5,6 ft) trong khi một mẫu vật lớn hơn đo 2 m (6,6 ft) và cân nặng 50 kg (110 lb).

## Tập tính

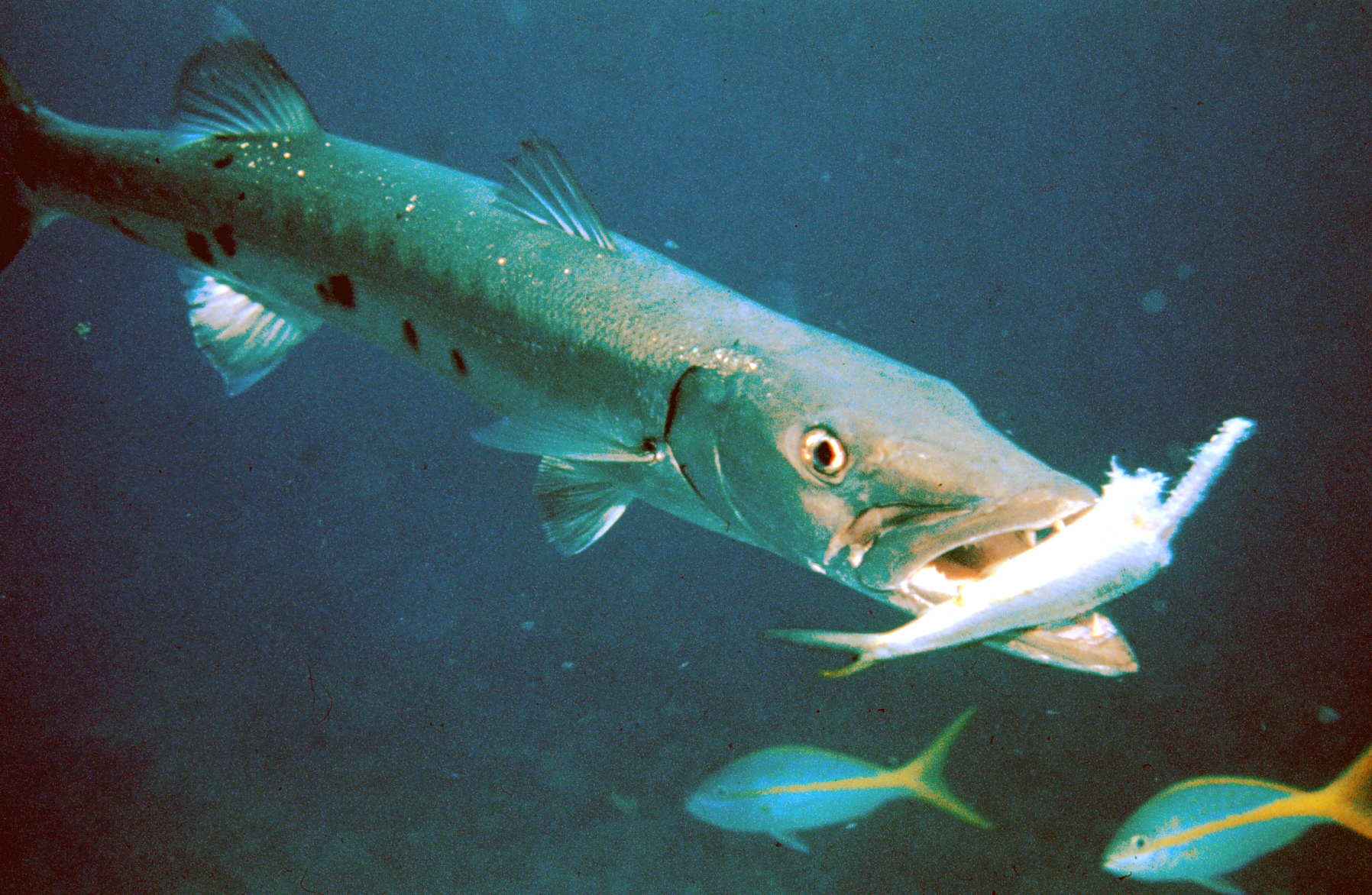
Cá nhồng lớn với con mồi.

Chúng là các loài cá săn mồi phàm ăn, săn theo kiểu phục kích hay nằm chờ. Chúng dựa vào sự bất ngờ và sự bùng nổ tốc độ trong thời gian ngắn (tới 43 km/h (27 dặm/h).
Những con cá nhồng lớn ưa thích sống đơn độc hơn những con cá nhồng nhỏ. Chúng không lảng vảng gần để bảo vệ con của mình. Cá nhồng non và nhỏ thường xuyên tụ tập thành bầy. Thức ăn của chúng bao gồm nhiều loại cá. Những con cá nhồng lớn, khi đã no nê, có thể cố gắng dồn những con mồi vào vùng nước nông và canh giữ các con mồi này cho tới khi chúng lại cần ăn tiếp. Người ta cũng thấy cá nhồng lớn đôi khi ăn thịt cả cá nhồng bé.
Loài cá này có khả năng tự vệ tốt để chống lại con người nếu bị quấy rối. Việc săn bắt cá bằng lao móc cạnh cá nhồng cũng khá nguy hiểm, do chúng bị hấp dẫn bởi những con cá bị thương.